# Anita Ziegerhofer
Anita Ziegerhofer (* 1965 in Radkersburg) ist eine österreichische Rechtshistorikerin.

## Leben
Sie absolvierte ein Studium der Geschichte an der Universität Graz und ist seit 1986 am dortigen Institut/Fachbereich für Österreichische Rechtsgeschichte und Europäische Rechtsentwicklung zunächst als wissenschaftliche Mitarbeiterin, später als Assistentin tätig. 1993 wurde sie mit einer Untersuchung über Kaiser Ferdinand I. und die steirischen Landstände promoviert. Im Jahr 2002 habilitierte sie sich mit einer biographischen Studie über Richard Nikolaus Coudenhove-Kalergi und lehrte ab 2003 als außerordentliche Universitätsprofessorin. Sie wurde 2021 zur Universitätsprofessorin an der Universität Graz ernannt und leitet ebenda den Fachbereich für Rechtsgeschichte und Europäische Rechtsentwicklung. Sie ist Mitglied in der Kommission für Rechtsgeschichte Österreichs (KRGÖ) der Österreichischen Akademie der Wissenschaften (ÖAW) und im Editorial Board der Beiträge zur Rechtsgeschichte Österreichs (BRGÖ). Weiters ist sie Mitglied der Historischen Landeskommission für Steiermark sowie Vizepräsidentin des Karl von Vogelsang-Instituts in Wien und Mitglied des wissenschaftlichen Beirats der Dr.-Wilfried-Haslauer-Bibliothek in Salzburg. Über ihre akademische Tätigkeit hinaus engagiert er sich im Bereich Erwachsenenbildung als Vortragende und Vorstandsmitglied der Urania Steiermark.
Ihre Forschungsschwerpunkte liegen im Bereich der europäischen Ideen- und Integrationsrechtsgeschichte, der österreichischen und europäischen Verfassungsrechtsentwicklung ab 1700, der Genderforschung und der Regionalgeschichte.

## Auszeichnungen
- 2004: Kardinal-Innitzer-Förderungspreis für Rechts- und Staatswissenschaften
- 2004: Leopold Kunschak Förderpreis
- 2006: Käthe Leichter Förderpreis
- 2020: Ehrenzeichen der Steiermark für Wissenschaft, Forschung und Kultur[8]
- 2024: Josef-Krainer-Heimatpreis[10]

## Schriften (Auswahl)
- mit Herbert Kalb, Thomas Olechowski (Hrsg.): Der Vertrag von St. Germain. Kommentar. Manz, Wien 2019.
- Europäische Verfassungsgeschichte. 1789 bis heute. Vom 18. Jahrhundert bis zum Zweiten Weltkrieg (= Geschichte kompakt), Wissenschaftliche Buchgesellschaft, Darmstadt 2013.
- Europäische Integrationsgeschichte. Unter besonderer Berücksichtigung des österreichischen Weges nach Brüssel. Studien-Verlag, Innsbruck/Wien/München/Bozen 2004.
- Botschafter Europas. Richard Nikolaus Coudenhove-Kalergi und die Paneuropa-Bewegung in den zwanziger und dreißiger Jahren. Böhlau, Köln/Wien 2004.
- Ferdinand I. und die steirischen Stände. Dargestellt anhand der Landtage von 1542 bis 1556. dbv-Verlag für die Technische Universität, Graz 1996.